# محمد نوری (بازیکن فوتبال، زاده ۱۳۴۴)
محمد نوری یک بازیکن و پیشکسوت فوتبال ایرانی متولد تهران است. وی  یک بازیکن تک باشگاهی سابقه بازی در تیم‌ ملی فوتبال ایران و استقلال را دارد. وی عمده سال‌های فوتبال خود را در تیم استقلال تهران گذارند. وی قهرمانی دو دوره بازیهای آسیایی در تیم ملی ایران را نیز دارد.

## دوران حرفه‌ای
محمد نوری در سال ۱۳۷۲ به استقلال پیوست و به مدت پنج فصل در این تیم بازی کرد. وی از مدافعان مستحکم استقلال محسوب می‌شد.

## بازنشستگی
نوری مدت‌ها پس از بازنشستگی‌اش به عنوان یکی از اعضای کمیته فنی استقلال به این تیم برگشت.

## افتخارات
باشگاه فوتبال استقلال تهران
قهرمان
- قهرمان سوپر جام تهران ۱۳۷۳
- قهرمان جام حذفی فوتبال ایران ۷۵–۱۳۷۴
- قهرمان لیگ فوتبال ایران ۷۷–۱۳۷۶
- قهرمان جام پرزیدنت ترکمنستان ۱۹۹۸
- قهرمان جام خزر ۱۹۹۷

نایب قهرمان
نایب قهرمان لیگ آزادگان ۱۳۷۳